# Jessica Amornkuldilok
Jessica Amornkuldilok, nata Rattana Yimchan รัตนา ยิ้มจันทร์ (thai: เจสสิก้า อมรกุลดิลก; Lopburi, 18 dicembre 1985), è una modella thailandese naturalizzata tedesca vincitrice della prima edizione del talent show Asia's Next Top Model.
Jessica è rappresentata dalle agenzie Storm Model Management London e Wilhelmina Models Thailand.

## Biografia
Nel 2004, Jessica ha partecipato alla versione thailandese del talent show Elite Model Look, in cui si è classificata seconda. Non avendo vinto la competizione, non è progredita nelle finali internazionali del programma.
Jessica è stata scelta come rappresentante della Thailandia nella prima edizione di Asia's Next Top Model, insieme alla connazionale Monica Benjaratjarunun. Per quattro settimane prima della finale ha vinto la "Miglior Performance della Settimana", ed è stata l'unica concorrente a non aver mai rischiato l'eliminazione a causa di una peggior performance.
Ha vinto la finale della competizione contro le modelle Kate Ma (Taiwan) e Stephanie Retuya (Filippine).
Dopo la vittoria nel talent show, Jessica è stata fotografata per la copertina dell'edizione di Singapore della rivista Harper's Bazaar, è diventata rappresentante della campagna 2013 del marchio Canon IXUS, inoltre ha partecipato a diversi fashion show internazionali sotto il management dell'agenzia Storm Model Agency di Londra.
Nel 2015, ha partecipato alla passerella della designer Shelly Jin per la stagione primavera-estate 2016 alla Settimana della moda di Milano.